# Nadksenonian baru
Nadksenonian baru, nazwa Stocka: ksenonian(VIII) baru, Ba
2XeO
6 – nieorganiczny związek chemiczny z grupy nadksenonianów, sól baru i kwasu nadksenonowego, H
4XeO
6. Należy do nielicznych trwałych nadksenonianów, obok m.in. nadksenonianów metali alkalicznych.

## Właściwości
Nadksenonian baru jest bezbarwnym ciałem stałym, trwałym przy ogrzewaniu do ponad 200 °C. W reakcji ze stężonym kwasem siarkowym wydziela nietrwały tetratlenek ksenonu, XeO
4. Podobnie jak inne nadksenoniany, wykazuje bardzo silne właściwości utleniające, m.in. jest zdolny do natychmiastowego utlenienia jonów MnII
 do MnO−
4.

## Otrzymywanie
Podobnie jak inne nadksenoniany, związek ten powstaje w wyniku powolnego dysproporcjonowania w warunkach zasadowych wodoroksenonianu baru, Ba(HXeO
4)
2, powstającego z tritlenku ksenonu i wodorotlenku baru:
Ba(OH)
2 + 2XeO
3 → Ba(HXeO
4)
2
Ba(HXeO
4)
2 + Ba(OH)
2 → Ba
2XeO
6 + Xe + O
2 + 2H
2O
Wprowadzenie do powyższej mieszaniny reakcyjnej ozonu pozwala uzyskiwać nadksenoniany z bardzo wysokimi wydajnościami.